# Ханамаулу (Хаваји)
Ханамаулу (енгл. Hanamaulu) насељено је место за статистичке потребе у америчкој савезној држави Хаваји. По попису становништва из 2010. у њему је живело 3.835 становника.

## Демографија
Према попису становништва из 2010. у граду је живело 3.835 становника, што је 563 (17,2%) становника више него 2000. године.
| Група             | 2000.         | 2010.         |
| Белци             | 243 (7,4%)    | 320 (8,3%)    |
| Афроамериканци    | 7 (0,2%)      | 16 (0,4%)     |
| Азијати           | 2.013 (61,5%) | 2.185 (57,0%) |
| Хиспаноамериканци | 221 (6,8%)    | 305 (8,0%)    |
| Укупно            | 3.272         | 3.835         |